# Décès en août 1987
Décès
- 1983
- 1984
- 1985
- 1986
- 1987
- 1988
- 1989
- 1990
- 1991

Pour une information complémentaire, voir la page d'aide.

| Date     | Nom                                | Activités                                                                                      | Âge | Source |
| -------- | ---------------------------------- | ---------------------------------------------------------------------------------------------- | --- | ------ |
| 1er août | Pola Negri                         | actrice polonaise                                                                              | 90  |        |
| 1er août | Alois Pfeiffer                     | syndicaliste et homme politique allemand                                                       | 62  |        |
| 2 août   | Adolf Schön                        | coureur cycliste allemand                                                                      | 81  |        |
| 4 août   | Dick Farney                        | pianiste, chanteur et compositeur brésilien                                                    | 65  |        |
| 6 août   | Léon Noël                          | homme politique français, premier président du Conseil constitutionnel français                | 99  |        |
| 8 août   | Jean Frisano                       | peintre, dessinateur et illustrateur français                                                  | 60  |        |
| 8 août   | Juan Queraltó                      | homme politique argentin                                                                       | 75? |        |
| 13 août  | Eudaldo                            | peintre non figuratif français d'origine chilienne de la nouvelle École de Paris               | 72  |        |
| 15 août  | Louis Scutenaire                   | écrivain et poète surréaliste belge d'expression française                                     | 82  |        |
| 16 août  | Pepe Cáceres (José Eslava Cáceres) | matador colombien                                                                              | 52  |        |
| 17 août  | Rudolf Hess                        | criminel de guerre nazi                                                                        | 93  |        |
| 19 août  | Héctor Abad Gómez                  | médecin, essayiste, défenseur des droits de l'homme et spécialiste en santé publique colombien | 75? |        |
| 23 août  | Didier Pironi                      | pilote automobile et motonautique français                                                     | 35  |        |
| 23 août  | Bernard Giroux                     | journaliste sportif et copilote automobile français                                            | 37  |        |
| 24 août  | Bayard Rustin                      | militant et stratège politique américain du mouvement des droits civiques                      | 75  |        |
| 28 août  | John Huston                        | acteur, scénariste et réalisateur américain                                                    | 81  |        |
| 29 août  | Lee Marvin                         | acteur américain                                                                               | 63  |        |